# Parasalenia gratiosa
Parasalenia gratiosa is een zee-egel uit de familie Parasaleniidae.
De wetenschappelijke naam van de soort werd in 1863 gepubliceerd door Alexander Agassiz.